# Ruta Estatal de Arizona 68
La Ruta Estatal de Arizona 68, y abreviada SR 68 (en inglés: Arizona State Route 68) es una carretera estatal estadounidense ubicada en el estado de Arizona. La carretera inicia en el Oeste desde la SR 95     en Bullhead City hacia el Este en la US 93     en Kingman. La carretera tiene una longitud de 44,9 km (27.88 mi).

## Mantenimiento
Al igual que las autopistas interestatales, y las rutas federales y el resto de carreteras estatales, la Ruta Estatal de Arizona 68 es administrada y mantenida por el Departamento de Transporte de Arizona por sus siglas en inglés ADOT.